# Brachystele subfiliformis
Brachystele subfiliformis là một loài thực vật có hoa trong họ Lan. Loài này được (Cogn.) Schltr. mô tả khoa học đầu tiên năm 1920.